# 太平山象沫蟬
太平山象沫蟬（学名：Philagra montana）为尖胸沫蟬科象沫蟬屬下的一个种。